# Tillandsia peiranoi
Tillandsia peiranoi es una especie de planta epífita dentro del género  Tillandsia, perteneciente a la  familia de las bromeliáceas.  Es originaria de Argentina.

## Taxonomía
Tillandsia peiranoi fue descrita por Alberto Castellanos y publicado en Lilloa 2(1): 14, t. 2. 1938.
Etimología
Tillandsia: nombre genérico que fue nombrado por Carlos Linneo en 1738 en honor al médico y botánico finlandés Dr. Elias Tillandz (originalmente Tillander) (1640-1693).
peiranoi: epíteto
Sinonimia
- Tillandsia peiranoi var. alba Rutschm.	[2][3]